# Samaná (Colômbia)

Localização de Samaná no departamento de Caldas.

Samaná é um município localizado no departamento colombiano de Caldas.